# Mario Party 5
 (octobre 2019).
Si vous disposez d'ouvrages ou d'articles de référence ou si vous connaissez des sites web de qualité traitant du thème abordé ici, merci de compléter l'article en donnant les références utiles à sa vérifiabilité et en les liant à la section « Notes et références ».
Mario Party 5 (マリオパーティ 5, Mario Pāti Faibu) est un jeu vidéo comprenant divers mini-jeux de Hudson Soft sorti en 2003. C'est le cinquième de la série depuis la Nintendo 64 et le deuxième à sortir sur Game Cube. Le concept est toujours le même, c'est un mélange entre un jeu de société et un jeu vidéo. Il suit Mario Party 4 et précède Mario Party 6.

## Univers

### Histoire
Les étoiles des rêves ont décidé d'inviter Mario et ses amis à leur faire découvrir le pays des rêves. La fête aura lieu, or Bowser va la gâcher.

### Personnages
Le jeu propose dix personnages jouables : Mario, Luigi, Peach, Daisy, Wario, Waluigi, Yoshi, Toad, Boo et Mini Bowser. Ces trois derniers sont jouables pour la première fois dans la série et ne sont pas disponibles dans le mode Aventure.
Par ailleurs, Donkey Kong, qui était jouable dans les épisodes précédents, ne l'est plus car il dispose dans cet opus d'un rôle bien défini : il s'occupe des mini-jeux Donkey Kong. Il est cependant jouable en tant que personnage caché dans le mode Super Duel.

### Plateaux
Le jeu propose sept plateaux aux décors variés, dont un est à débloquer :
- LudiRêve : Un plateau se déroulant sur une ville faite en jouets.
- FutuRêve : Un plateau se déroulant sur une station spatiale.
- AquaRêve : Un plateau prenant place sur des récifs de corail sous-marins.
- AventuRêve : Un plateau inspiré des films d'aventures, qui compte un bateau pirate et une montagne.
- FrianRêve : Un plateau se déroulant sur les étages d'un gâteau géant.
- Arc-En-Rêve : Un plateau divisé en quatre nuages évoquant le soleil, la pluie, le temps couvert, et la neige.
- BowseRêve : Un plateau évoquant le château de Bowser. C'est le seul plateau à débloquer.

## Modes de jeu
Chaque mode est supervisé par un des sept Esprits Étoile issus de Paper Mario hormis Hétoile qui sert de guide aux joueurs dans le menu de sélection des modes. 

### Mode fête
Dans le mode fête supervisé par Sagétoile, les personnages se retrouvent sur un plateau de jeux. Les joueurs commencent avec 10 pièces chacun. Ils tapent tour à tour dans un dé au-dessus de leur tête. (de la même manière que Mario quand il casse un bloc pour y prendre les pièces dans les jeux de plates-formes). Ensuite ils avancent sur les cases. Lorsque le joueur passe devant la "roulette à capsules", celui-ci peut récupérer une capsule et ce, jusqu'au nombre de trois.
Ces objets seront utilisés, soit directement en payant le prix, soit en les plaçant sur une case, le joueur qui tombera dessus devra l'utiliser qu'elle soit bien ou pas.
Le but étant de prendre un maximum d'étoiles. Pour cela il faut "tomber" sur la case étoile et échanger 20 pièces d'or contre une étoile. Il est donc important de gagner aux mini-jeux afin d'avoir de quoi acheter des étoiles. Le résultat final se fera en fonction du nombre d'étoiles et de pièces. On peut mettre des récompenses à la fin pour celui qui a gagné le plus de mini-jeux, récolter le plus de pièces au total ou est tombé sur le plus de case Hasard.
La partie se compte en tour comme dans tous les Mario party, et au cours des 5 derniers tours Bowser viendra changer quelques petites choses (rajouter des cases Bowser, changer l'importance du gain ou perte des pièces lorsqu'on tombe sur une case... ).

### Mode aventure
Mimiétoile surpivise ce mode qui utilise le même principe de jeu, sauf que l'aventure est conçue pour un seul joueur, qui doit dans plusieurs tableaux battre le trio Bowser. Au début, ils sont trois contre un. Puis, ils deviennent deux contre le personnage et Toad. Puis, il n'en reste plus qu'un. Le but est de les éliminer avant les 15 tours.
À la fin, après avoir fait plusieurs tableaux, le joueur doit battre Bowser en personne dans un mini-jeu.

### Mode Mini-jeux
Il est possible de faire tous les mini-jeux déjà découverts avec Patatétoile. Il existe plusieurs modes pour les essayer. Pour y jouer, il faut avoir au moins un des mini-jeux demandés.
- Jeu libre : Jouer librement à n'importe quel jeu.
- Bataille : Les quatre personnages jouent à plusieurs jeux, jusqu'à ce qu'un soit désigné vainqueur en ayant remporté le nombre de jeux demandé.
- Circuit : Les personnages sont en voiture et doivent gagner un mini-jeu pour avoir le droit de lancer le dé. Le premier arrivé est désigné vainqueur. Il existe des cases duel et Bowser, où les perdants de ces mini-jeux devront reculer du nombre de cases demandées.
- Stratégie : Les quatre personnages font des mini-jeux pour tenter d'agrandir leur territoire. Certains mini-jeux permettent d'occuper n'importe quelle case.
- Championnat Duels : Les personnages s'affrontent seulement avec des mini-jeux duels (donc par 2) pour tenter de remporter la coupe.
- Marathon : Les personnages enchaînent 10 mini-jeux pour gagner le plus de points possible. À chaque mini-jeu terminé, le joueur reçoit de 0 à 1000 points selon sa performance.

### Mode Super Duel
Dans ce mode supervisé par Binoclétoile, les joueurs peuvent fabriquer leurs propres véhicules via des pièces qui ne peuvent l'être qu'à partir de points obtenus dans les mini-jeux. Un véhicule est composé de 4 parties : le carénage, le moteur, les roues et l'arme.
Le joueur doit affronter des concurrents à travers trois championnats de trois épreuves. Ce mode est également jouable à 2. Les championnats sont :
- Bataille : Le but est de mitrailler l'adversaire avec une arme pour lui vider sa jauge d'énergie. Le terrain est parsemé de pièges qui font également perdre de l'énergie. Si le joueur ramasse un Champignon, sa vitesse augmente, mais un Champi-poison la diminue.
- Drapeaux : Le but est de collecter 3 drapeaux avant l'adversaire. S'il reçoit un tir, il est immobilisé pendant un court instant.
- Lapins : Le but est de détruire 3 lapins mécaniques avant l'adversaire. Ce mode est semblable aux Drapeaux à la différence que les lapins se déplacent rapidement. Le joueur peut les casser en roulant dessus. Le fonctionnement des armes est le même qu'avec les Drapeaux.

Il est possible de débloquer Donkey Kong dans ce mode. Pour le débloquer, il faut le battre dans le championnat Bataille en mode difficile. Il est aussi possible d'affronter Bowser en mode difficile dans les tournois.

### Mode Bonus
Ce mode supervisé par Mèrétoile, est composé de 3 mini-jeux pouvant être joués seul ou à plusieurs. (de 2 à 4 joueurs) Il n'y a rien de spécial à débloquer dans ce mode. 
Les 3 mini-jeux sont :
- Partie de cartes : Le joueur doit retourner des cartes avec son personnage pour obtenir le plus d'étoiles. S'il obtient une étoile Z, il perd une étoile. Des cartes objets donnent un Champignon, un Champi-poison ou un tuyau de change, des cartes "?" déclenchent un événement particulier, des cartes étoiles donnent une ou deux étoiles, mais aussi parfois une étoile Z. Une carte Bowser déclenche un événement affectant un seul joueur. Le joueur se déplace en lançant un dé comme en Mode fête, mais celui-ci ne va que jusqu'à 6.

Toad, Boo, Mini Bowser et Donkey Kong ne sont pas jouables dans ce mini-jeu.
- Beach Volley : Un match de volley 2 contre 2 sur la plage. Le joueur sélectionne le score à obtenir pour gagner, le type de ballon (standard, bombe ou dé) et les personnages.

Donkey Kong n'est pas jouable dans ce mini-jeu.
- Hockey Féroce : Un match de hockey sur glace en 2 contre 2. Un Maskass gardien de but. Le joueur sélectionne le score à obtenir pour gagner et les personnages.

Donkey Kong n'est pas jouable dans ce mini-jeu.